# Pheidologeton aberrans
Pheidologeton aberrans é uma espécie de formiga do gênero Pheidologeton, pertencente à subfamília Myrmicinae.